# 44 Tauri
44 Tauri, eller IM Tauri och p Tauri, är en pulserande variabel av Delta Scuti-typ (DSCT) i Oxens stjärnbild.
44 Tau varierar mellan visuell magnitud +5,33 och 5,46 med en period av 0,14497 dygn eller 3,479 timmar.